# Газельбах (Тюрингія)
Газельбах (нім. Haselbach) — громада в Німеччині, розташована в землі Тюрингія. Входить до складу району Альтенбургер-Ланд. Складова частина об'єднання громад Пляйсенауе.
Площа — 2,75 км2. Населення становить 825 ос. (станом на 31 грудня 2021).

## Галерея

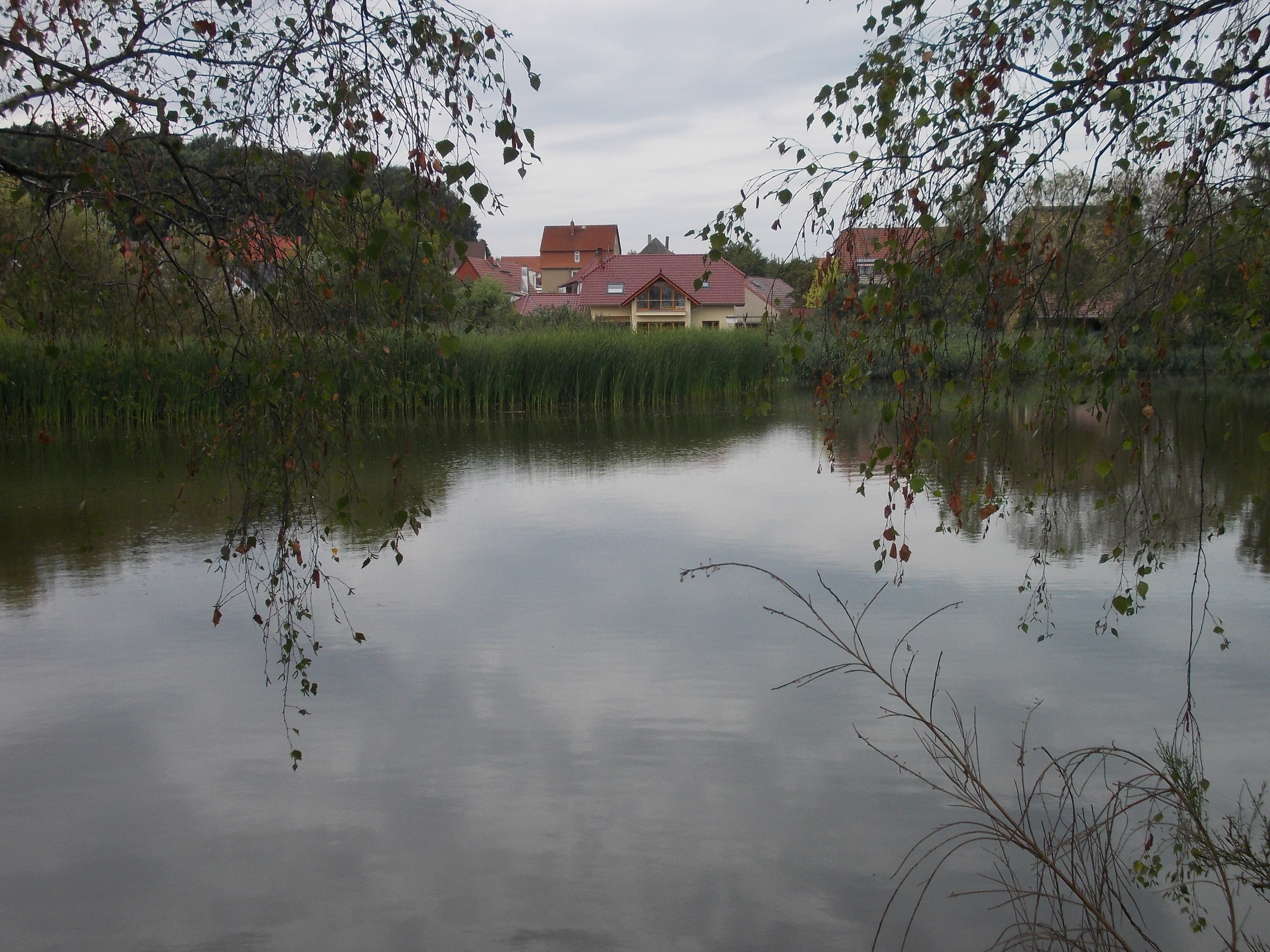
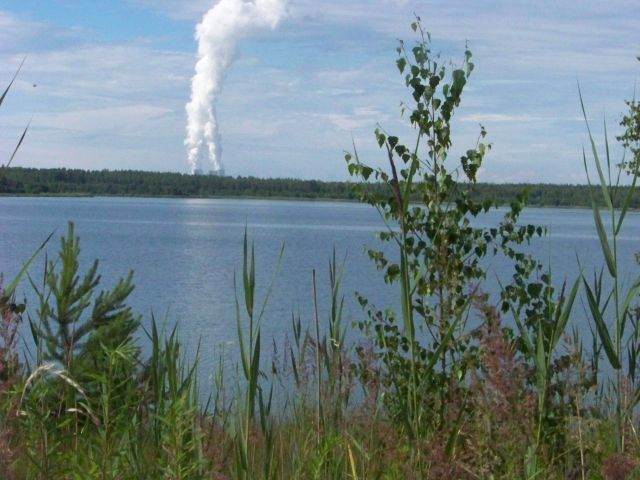
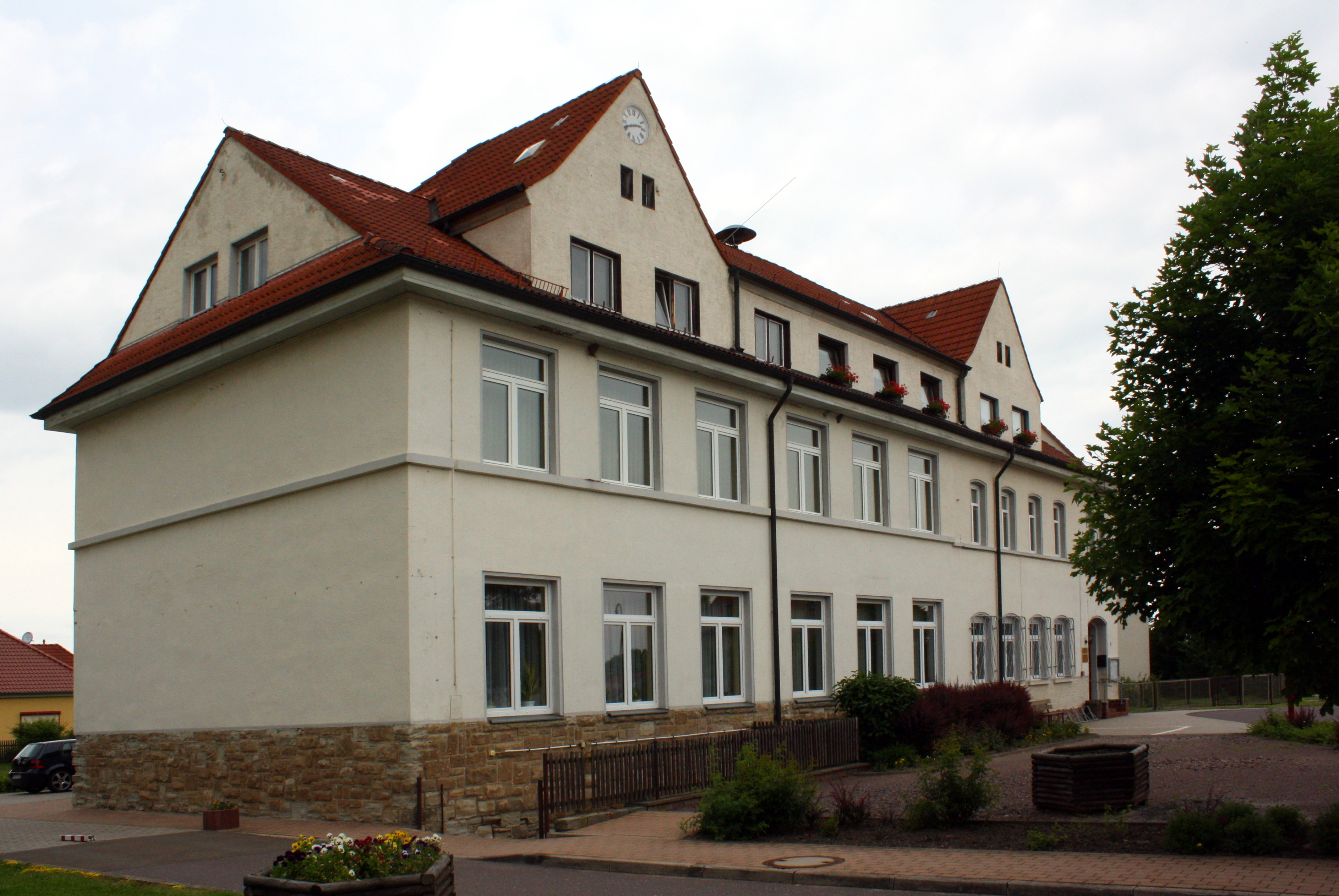